# Сипсън
Сипсън (на английски: Sipson) е квартал на Лондон, част от район Хилингдън. Разположен е на 24 километра западно от центъра на града.
Води началото си от спомената за пръв път през 1151 година махала край пътя от Лондон за Бат, част от графство Мидълсекс, която в края на XIX век бързо се разраства. През 1946 година формиращото се селище е засегнато от разширение на летище „Хийтроу“ и е почти изцяло унищожено. През 1965 година е присъединено към новосъздадения Голям Лондон.

## Известни личности
Родени в Сипсън
- Лайънъл Робинс (1898 – 1984), икономист